# Hans von Morhart
Hans von Morhart (* 1. Januar 1896 in München; † November 1973) war ein deutscher Filmschauspieler in Hollywood und der Bundesrepublik Deutschland.

## Leben und Wirken
Morhart hatte während des Ersten Weltkriegs im deutschen Generalstab als Offizier im Rang eines Leutnants gedient und war in den 1920er Jahren in die Vereinigten Staaten (USA) ausgewandert. Dort waren seine spezifischen Kenntnisse von Innenleben des deutschen Generalstabs der Weltkriegsjahre gefragt, und so knüpfte Morhart Ende 1929 als technischer Berater bei der meisterlichen Remarque-Verfilmung Im Westen nichts neues erste Kontakte zur Filmbranche. Gut sieben Jahre später, bei dem 1937 gedrehten Kriegsdrama „Lancer Spy“ wurde Morhart in ebendieser Funktion erneut verpflichtet. 
Zu diesem Zeitpunkt hatte er schon einige Jahre lang (seit Beginn der 1930er) regelmäßig auch vor der Kamera gestanden. Bei Morharts Rollen handelte es sich zumeist um winzige Parts, und wie viele andere Hollywood-Einwanderer aus Deutschland besetzte man ihn, vor allem während des Zweiten Weltkriegs, regelmäßig als Nazi-Offizier vom Dienst. Mit diesen Kleinstrollen trat Hans von Morhart in seiner Hoch-Zeit (1942/43) in bisweilen weit über einem Dutzend Filmen pro Jahr auf. Seit Gründung des Bundesrepublik Deutschland wieder zurück in der alten Heimat, wirkte der in der Landshuter Allee in München ansässige Hans von Morhart nunmehr erstmals auch in deutschen Kino- und Fernsehproduktionen mit. Meist betraute man ihn mit Rollen arrivierter Bürger und Honoratioren (Pächter, Industrieller, Ingenieur, Landrat). Hans von Morhart hat auch als Autor gearbeitet und als Regieassistent gewirkt.

## Filmografie
- 1930: De frente, marchen
- 1933: Zwischen heut und morgen (Gabriel Over the White House)
- 1933: Die Hölle aus Stahl (Hell Below)
- 1934: Das Taucher-Duell (No More Women)
- 1934: Jagd nach dem Glück (The Pursuit of Happiness)
- 1934: Das Leben geht weiter (The World Moves On)
- 1934: Abenteuer in Borneo (Pursued)
- 1934: Der bunte Schleier (The Painted Veil)
- 1935: Das schwarze Zimmer (The Black Room)
- 1936: Der General starb im Morgengrauen (The General Died at Dawn)
- 1936: Unter zwei Flaggen (Under Two Flags)
- 1937: Confession
- 1937: Lancer Spy
- 1939: Never Say Die
- 1939: Hitler – Beast of Berlin
- 1940: Four Sons
- 1940: Safari
- 1940: Mord (Foreign Correspondent)
- 1941: Shining Victory
- 1941: Underground
- 1941: Paris Calling
- 1941: A Yank in the R.A.F.
- 1942: The Dawn Express
- 1942: Spy Smasher (Serial)
- 1942: Sabotageauftrag Berlin (Desperate Journey)
- 1942: Berlin Correspondent
- 1942: The Devil with Hitler
- 1942: Reunion in France
- 1942: Chetniks
- 1942: Auch Henker sterben (Hangmen Also Die)
- 1943: Dies ist mein Land (This Land is Mine)
- 1943: Gefährliche Flitterwochen (Above Suspicion)
- 1943: Einsatz im Nordatlantik (Action in the North Atlantic)
- 1943: Hitler’s Madman
- 1943: The Strange Death of Adolf Hitler
- 1943: Hostages
- 1943: Bomber’s Moon
- 1943: Die Wacht am Rhein (Watch on the Rhine)
- 1944: Tampico
- 1944: Das siebte Kreuz (The Seventh Cross)
- 1945: Hotel Berlin
- 1945: Paris Underground
- 1946: Ein Sohn klagt an (The Searching Wind)
- 1946: Im Geheimdienst (Cloak and Dagger)
- 1947: Goldene Ohrringe (Golden Earrings)
- 1951: Entscheidung vor Morgengrauen (Decision Before Dawn)
- 1954: Das Kreuz am Jägersteig
- 1955: André und Ursula
- 1956: Zwei Bayern in St. Pauli
- 1958: Der Arzt von Stalingrad
- 1963: In einer fremden Stadt (Fernsehfilm)